# Jean Chapel
Jean Chapel (* 6. Mai 1925 als Opal Jean Amburgey in Fleming-Neon, Letcher County, Kentucky; † 12. August 1995 in Port Orange, Florida) war eine US-amerikanische Country- und Rockabilly-Sängerin. In ihrer Karriere nahm sie für viele verschiedene Plattenfirmen auf und schrieb über 400 Songs.

## Leben

### Anfänge
Jean Chapel war eines von sechs Kindern. Mit elf Jahren lernte sie Gitarre und Banjo spielen. Zusammen mit ihren Schwestern trat sie damals schon öffentlich auf. Mit 13 verließen ihre Schwestern und Chapel ihr zu Hause, um bei dem Radiosender WLAP aufzutreten und zogen nach Lexington, Kentucky. Sie traten unter dem Namen The Sunshine Sister Band auf. Später traten die Schwestern ebenfalls in Atlanta beim WSB Barn Dance auf. 1944 wurde Chapel Mitglied des Renfro Valley Barn Dance, ebenfalls einer bekannten Radiosendung. Ihre Schwester Irene machte bei den Capitol Records später unter dem Namen Martha Carson Karriere.

### Karriere
Nachdem der WSB Barn Dance 1950 abgesetzt wurde, wechselte sie zum WLS National Barn Dance in Chicago, gefolgt von der berühmtesten und erfolgreichsten Radioshow, der Grand Ole Opry. Bei WLS traf sie den jungen Country-Sänger Salty Holmes, den sie später heiratete. Mit ihm nahm sie für die MGM Records einige Platten auf, veröffentlichte aber auch als Solokünstlerin Titel. Nachdem Chapel bei verschiedenen Plattenfirmen unter Vertrag war, wechselte sie 1956 zu den legendären Sun Records in Memphis, Tennessee. Dort nahm sie ihre bekanntesten Titel, Welcome To The Club und I Won’t Be Rockin’ Tonight, auf. Die Titel waren, wie bei Sun üblich, Rockabilly, der damals in den Südstaaten sehr populär war. Die Platte verkaufte sich gut und trug zu ihrem Erfolg wesentlich bei. Sie trat in verschiedenen Fernsehsendungen und weiterhin im Radio auf.
Anfang der 1960er Jahre konzentrierte Chapel sich auf ihre Songwriter-Karriere. Sie zog nach Nashville, wo sie Nachbarin von Tammy Wynette wurde, die mit ihren Songs einige Erfolge hatte. Zudem nahmen Stars wie Eddy Arnold, Carl Smith und Dean Martin ihre Titel auf. Bis zu ihrem Tode trat sie öffentlich auf.

## Diskografie
| Jahr | Titel                                            | Plattenfirma         |
| ---- | ------------------------------------------------ | -------------------- |
| 1956 | Welcome To The Club / I Won’t Be Rockin’ Tonight | Sun Records          |
| 1956 | Welcome To The Club / I Won’t Be Rockin’ Tonight | RCA Victor 20-6681   |
| 1957 | Oo-Ba La Baby / I Had A Dream                    | RCA Victor 20-6892   |
| 1959 | The Little Martian / Waiting                     | Cleff-Tone Records   |
| 1962 | It Hurts Me / Turn Around And Walk Away          | Crest Records        |
| 1963 | Don’t Let Go / Your Tender Love                  | Smash Records        |
|      | - Tell It Like It Is                             | nicht veröffentlicht |